# ビー・サンクフル・フォー・ワット・ユー・ゴット
「ビー・サンクフル・フォー・ワット・ユー・ゴット」（Be Thankful for What You Got）は、ソウルの歌手・ソングライターのウィリアム・デヴォーンが1974年に発表したデビュー曲。トップ10にチャートインし、シングルは200万枚近く売れたと言われている。

## 概要
ウィリアム・デヴォーンは公務員で、アルバイトで歌を歌っていた。1972年、彼は自作の「A Cadillac Don't Come Easy」という曲をフィラデルフィアのオメガ・サウンドで自費で録音する。その時、オメガ・サウンドの担当プロデューサーでMFSBのメンバーでもあったジョン・デイヴィスは、フィラデルフィア・インターナショナル・レコードのスタジオ（シグマ・サウンド・スタジオ）で本格的に録り直すことを提案。タイトルも「Be Thankful for What You Got」と変え、MFSBのメンバーの演奏で製作したシングルは1曲をA面B面に分けて、1974年に発売される。デビュー作であったにもかかわらず、本作品は6月29日付のビルボード・Hot 100で4位、ビルボード・ソウルチャートで1位を記録しゴールドディスクに輝いた。同年、同名のアルバムに収録される。
アーサー・リー&ラヴ、ドノヴァン・カーレス、バニー・クラーク、ウィンストン・カーティス、マッシヴ・アタック、リップボーン・レディングらがカバーを行っている。
また、ダリル・ホールがホストを務めるオンライン番組『Live from Daryl's House』で2度演奏されている。2008年2月15日配信の回ではトラヴィス・マッコイとダリル・ホールが歌い、2012年8月15日配信の回ではルーマーとホールが歌った。

## パーソネル
- ウィリアム・デヴォーン - ヴォーカル
- ノーマン・ハリス - ギター
- ボビー・イーライ - ギター
- ロン・ベイカー - ベース
- アール・ヤング - ドラムス
- ジョン・デイヴィス - キーボード
- ヴィンス・モンタナ - ヴィブラフォン
- ラリー・ワシントン - パーカッション